# Billy Liddell
William Beveridge «Billy» Liddell (Townhill, Escocia, Reino Unido, 10 de enero de 1922 - Liverpool, Inglaterra, Reino Unido, 3 de julio de 2001) fue un futbolista británico que jugó a lo largo de toda su carrera en el Liverpool. Firmó con el equipo cuando aún era un adolescente, en 1938, y se retiró en 1961, habiendo anotado 228 goles en un total de 534 partidos —lo cual le sitúa en las posiciones cuarta y duodécima, respectivamente, de las listas históricas del club a fecha de agosto de 2010—. En el período comprendido entre las temporadas 1949-50 y 1957-58 fue el máximo goleador en ocho de los nueve campeonatos ligueros disputados y superó a Elisha Scott en número de partidos con el club en 1957.
Con el Liverpool, Liddell ganó un campeonato de liga en el año 1947 y participó en la final de la FA Cup de 1950, en la que el equipo de Merseyside cayó derrotado contra el Arsenal. En lo concerniente al ámbito internacional, Liddell representó a Escocia en un total de veintinueve ocasiones. Pese a que sirvió como copiloto de la Royal Air Force durante la Segunda Guerra Mundial, disputó varios encuentros extraoficiales con la camiseta del Liverpool y con otros equipos del Reino Unido y Canadá. Tras su retirada del fútbol profesional en 1961, Liddell trabajó como juez de paz —desde 1958—, ecónomo de la Universidad de Liverpool y voluntario. Falleció en 2001, a los 79 años de edad.
Aunque se desempeñó principalmente en la posición de extremo izquierdo, su versatilidad le permitió jugar sin problemas tanto en el alero opuesto como en la delantera, bien como punta  o como interior. Liddell destacó por su fuerte físico, su capacidad de aceleración, sus potentes tiros, su profesionalidad y su buena conducta en el terreno de juego. Su influencia y popularidad fueron tales que el club adquirió temporalmente el apodo de «Liddellpool» en su honor. A título póstumo, se inauguró una placa en su recuerdo en Anfield en el año 2004 y los aficionados del equipo lo eligieron como el sexto mejor de la historia en una lista conocida como «100 Players Who Shook The Kop» —«100 jugadores que hicieron temblar The Kop», una de las gradas del estadio del club—. En noviembre de 2008 fue elegido para formar parte del Salón de la Fama del Fútbol Escocés.

## Primeros años
Nacido en Townhill, cerca de Dunfermline, Liddell fue el hijo mayor de los seis que tuvieron el minero de carbón James y su esposa Montgomery. Durante su infancia, Liddell sufrió los efectos de la austeridad y la pobreza, ya que su familia se veía habitualmente obligada a vivir con tan solo pan, coles y gachas. Sus padres se decidieron a evitar que su hijo fuera también minero y trataron de brindarle un futuro mejor. En un principio no consideró el fútbol como un oficio viable y finalmente decidiéndose por la contabilidad, preferiblemente la civil y la clerical. Sin embargo, su interés por el fútbol surgió a una edad temprana, lo cual convenció a sus padres de que, a pesar de las dificultades financieras, le compraran un par de botas para practicar el deporte como regala de Navidad cuando este tenía siete años. Un año más tarde, Liddell se unió al equipo de fútbol de su colegio, en el que la media de edad de los jugadores rondaba los diez años.
Liddell estudió química, matemáticas, física, lengua inglesa y otros dos idiomas en una de las escuelas superiores de Dunfermline. A pesar de sus reticencias, comenzó a practicar rugby siguiendo el consejo de Ronnie Boon, un jugador retirado que había sido internacional con la selección galesa. Cumplidos los dieciséis años, Liddell había progresado lo suficiente como para conseguir un contrato con el Lochgelly Violet. Asimismo, el Liverpool, el Hamilton Academical y el Partick Thistle mostraron su interés por los servicios del jugador. El interés del entrenador del conjunto liverpuliano, George Kay, por Liddell tuvo sus raíces en la recomendación del defensa escocés Matt Busby, quien sabía del jugador por Alec Herd, defensa por aquel entonces del Manchester City, quien se lo había contado en un viaje que habían realizado juntos. Herd había renunciado a parte de su sueldo con el objetivo de que Willie McAndrew, entrenador del Hamilton, observase a Liddell jugando con el Lochgell. Cuando Busby le preguntó acerca de su ausencia y de Liddell, Herd le comentó que no había podido llegar a un acuerdo para firmar un contrato, ya que no tenía los recursos necesarios para cubrir las exigencias de los padres de Liddell. Consecuentemente, Liddell firmó con el Liverpool en calidad de amateur el 27 de julio de 1938 y se convirtió en profesional un año después, pasando a cobrar un sueldo semanal de tres libras esterlinas. Las negociaciones entre los padres del jugador y el club garantizaron a estos —como parte de un requisito imprescindible para la firma del contrato— que el Liverpool permitiría a Liddell continuar sus estudios de contabilidad, le concedería un lugar donde acomodarse y le conseguiría un puesto como empleado a tiempo parcial en cualquier compañía de la ciudad.
Liddell accedió al equipo juvenil del Liverpool a su llegada en el año 1938. Antes de hacerse con un puesto estable en el conjunto, Liddell terminó frustrado por las frecuentes rotaciones, hasta que el entrenador, Bert Shelley, le aconsejó que fuera paciente. Una lesión en un partido contra el Blackburn Rovers amenazó con acabar con su carrera prematuramente: la rodilla chocó contra un muro de cemento cerca del banderín del córner tras ser objeto de una entrada por un rival. Los doctores le informaron acerca del alcance del daño de su tejidos, lo cual le provocó ansiedad acerca de su futuro. Permaneció en Blackburn durante dos semanas, en casa de la familia de un colega, antes de regresar a Liverpool para proseguir con su recuperación. El inicio de la Segunda Guerra Mundial imposibilitó el debut oficial de Liddell, ya que la Asociación del Fútbol suspendió la competición a partir de la temporada 1939-40 —la cual se interrumpió en septiembre— e instauró un sistema regional, el cual dividió geográficamente a los equipos ingleses entre norte y sur. Hasta el cese de las hostilidades, acaecido en 1945, Liddell disputó varios encuentros con diferentes equipos —además del Liverpool—, incluyendo el Football Association XI y el Scottish Services XI. A lo largo de la contienda, Liddell fue seleccionado en un total de ocho ocasiones para jugar con la selección escocesa, con la cual consiguió anotar un gol en su debut frente a Inglaterra en 1942, en el que los ingleses cayeron derrotados por cinco tantos a cuatro.
Su debut con el primer equipo se produjo el 1 de enero de 1940, en un encuentro contra el Crewe Alexandra en el que anotó un gol a los dos minutos del comienzo y el cual terminó con un resultado de siete tantos a tres favorable a su equipo. Con este, Liddell compitió en las diferentes ligas regionales que la FA asignó al Liverpool y marcó un total de 82 goles en 152 partidos entre los años 1940 y 1946. Liddell reconoció que tanto Matt Busby como Berrry Nieuwenhuys tuvieron cierta influencia en su juego durante su etapa de formación. Liddell se ofreció voluntario para formar parte de la Royal Air Force. A pesar de que quería ser piloto, recibió formación como copiloto como consecuencia de sus conocimientos matemáticos. Tras ser requerido por la fuerza aérea en diciembre de 1942, Liddell disputó algunos encuentros con el Chelsea y el Cambridge Town. Se rompió una pierna en un amistoso que jugó mientras se encontraba en Bridgnorth y tuvo que ser enviado al RAF Remedial Centre —un centro curativo de la fuerza— de la localidad de Blackpool.
Una vez completada su recuperación, Liddell viajó a Canadá para completar un curso en el Central Navigation School y convertirse en copiloto. Durante su estancia en el país americano, Liddell se contó entre los sustitutos del Toronto Scottish bajo un nombre falso y consiguió anotar un doblete en las semifinales de un play-off. No obstante, no pudo jugar la final, ya que se solicitó su presencia en Moncton, Nuevo Brunswick, antes de la final. Tras cerca de siete meses de estancia en Canadá, Liddell regresó a Gran Bretaña y, ya instalado en Perth, en 1944, aceptó una oferta para jugar con el Dunfermline Athletic, el equipo favorito de su infancia. Más tarde se mudó a Irlanda del Norte para proseguir con su entrenamiento, donde declinó una oferta de un antiguo portero del Liverpool, Elisha Scott, para jugar con el Belfast Celtic, como consecuencia de su compromiso con el Linfield. Durante los últimos compases de la guerra, Liddell formó parte del 617º Escuadrón, colaborando en el transporte de soldados Aliados con licencia militar a Reino Unido desde Italia.

## Carrera

### Carrera doméstica

#### 1946-1954
El debut oficial de Liddell con el primer equipo del Liverpool se produjo en un enfrentamiento correspondiente a la tercera ronda de la FA Cup, el primer torneo competitivo que se organizó en Inglaterra tras la guerra. Fue titular en la ida de la eliminatoria contra el Chester City, disputada el 5 de enero de 1946, y marcó un gol en el minuto treinta. El Liverpool jugó el partido, que finalizó con un resultado de dos tantos a cero, con varios debutantes, entre los que se encontraba Bob Paisley, quien forjó cierta química con Liddell como lateral izquierdo. En lo que respecta al fútbol liguero, la primera temporada completa se disputó bajo el sistema regional, por el cual los equipos se dividieron en Football League North y South, lo cual facilitó el restablecimiento de una competición nacional en la temporada 1946-47. A pesar de que consiguió adecuarse a la North League, en la que consiguió anotar un total de diecisiete goles en cuarenta y dos partidos, la RAF requirió nuevamente de los servicios de Liddell y este no pudo acompañar al Liverpool en su gira por América del Norte en mayo de 1946, al cabo de la temporada. Este hecho le imposibilitó también tanto la participación en la pretemporada como en los dos primeros partidos de la siguiente campaña. El 7 de septiembre, Liddell tomó parte en su primer encuentro de liga oficial, en el que, a pesar de anotar dos goles, el Liverpool cayó derrotado por 7-4 frente al Chelsea.
En su primera temporada de fútbol competitivo, Liddell se asentó como jugador regular y contribuyó a que el Liverpool se alzase campeón por primera vez desde 1923. Posicionado en la banda izquierda, disputó un total de treinta y cuatro partidos, en los cuales anotó siete goles y concedió varias asistencias a los delanteros Albert Stubbins y Jack Balmer. El duro invierno provocó que el Liverpool no pudiese asegurarse el título de campeón hasta el 14 de junio de 1947. El club ganó su último partido a domicilio, contra el Wolverhampton Wanderers, por dos goles a uno, siendo Liddell uno de los anotadores, pero el campeonato no se decidió hasta la última jornada, cuando el Sheffield United derrotó al Stoke City, que también se encontraba en la pugna por el título. Este partido coincidió con la final de la Senior Cup disputada entre el Liverpool y el Everton en Anfield. Allí, se anunció por megafonía la derrota del Stoke y la consecuente proclamación como campeón del Liverpool. Fiel a su abstinencia, Liddell se negó a aceptar vasos de champán para celebrar el éxito.

#### Trayectoria
| Club            | País       | Temporadas | Partidos | Goles |
| --------------- | ---------- | ---------- | -------- | ----- |
| Liverpool F. C. | Inglaterra | 1938-1961  | 492      | 215   |

#### Estadísticas
| Estadísticas con el Liverpool | Estadísticas con el Liverpool | Estadísticas con el Liverpool | Liga     | Liga  | Copa     | Copa   | Total    | Total |
| Temporada                     | Club                          | Categoría                     | Partidos | Goles | Partidos | Goles  | Partidos | Goles |
| Inglaterra                    | Inglaterra                    | Inglaterra                    | Liga     | Liga  | FA Cup   | FA Cup | Total    | Total |
| ----------------------------- | ----------------------------- | ----------------------------- | -------- | ----- | -------- | ------ | -------- | ----- |
| 1945–46                       | Liverpool                     | First Division                | 0        | 0     | 2        | 1      | 2        | 1     |
| 1946–47                       | Liverpool                     | First Division                | 34       | 7     | 6        | 1      | 40       | 8     |
| 1947–48                       | Liverpool                     | First Division                | 37       | 10    | 2        | 1      | 39       | 11    |
| 1948–49                       | Liverpool                     | First Division                | 38       | 8     | 4        | 1      | 42       | 9     |
| 1949–50                       | Liverpool                     | First Division                | 41       | 17    | 7        | 2      | 48       | 19    |
| 1950–51                       | Liverpool                     | First Division                | 35       | 15    | 1        | 0      | 36       | 15    |
| 1951–52                       | Liverpool                     | First Division                | 40       | 19    | 3        | 0      | 43       | 19    |
| 1952–53                       | Liverpool                     | First Division                | 39       | 13    | 1        | 0      | 40       | 13    |
| 1953–54                       | Liverpool                     | First Division                | 36       | 7     | 1        | 0      | 37       | 7     |
| 1954–55                       | Liverpool                     | Second Division               | 40       | 30    | 4        | 1      | 44       | 31    |
| 1955–56                       | Liverpool                     | Second Division               | 39       | 27    | 5        | 5      | 44       | 32    |
| 1956–57                       | Liverpool                     | Second Division               | 41       | 21    | 1        | 0      | 42       | 21    |
| 1957–58                       | Liverpool                     | Second Division               | 35       | 22    | 5        | 1      | 40       | 23    |
| 1958–59                       | Liverpool                     | Second Division               | 19       | 14    | 0        | 0      | 19       | 14    |
| 1959–60                       | Liverpool                     | Second Division               | 17       | 5     | 0        | 0      | 17       | 5     |
| 1960–61                       | Liverpool                     | Second Division               | 1        | 0     | 0        | 0      | 1        | 0     |
| Total                         | Inglaterra                    | Inglaterra                    | 492      | 215   | 42       | 13     | 534      | 228   |

### Citas
1. 1 2 3 4 5  Brian Glanville (5 de julio de 2001). «Obituary: Billy Liddell» (en inglés). The Guardian. Consultado el 31 de mayo de 2015.
2. 1 2 3 4 5  «Billy Liddell - Profile» (en inglés). Liverpool Football Club. Consultado el 3 de junio de 2015.
3. 1 2 3  Keith, 2005, pp. 302-305.
4. 1 2 3  «Player profile: Billy Liddell» (en inglés). LFC History. Consultado el 31 de mayo de 2015.
5. 1 2 3  Matthews, 2006, p. 153.
6. ↑  Anderson y Done, 2004, p. 51.
7. 1 2 3 4 5 6  Keith, 2005, pp. 2-9.
8. ↑  «A timeline for Liverpool Football Club» (en inglés). LFC History. Consultado el 31 de mayo de 2015.
9. ↑  Keith, 2005, p. 11.
10. ↑  Keith, 2005, pp. 16-17.
11. ↑  Anderson y Done, 2004, p. 48.
12. ↑  Keith, 2005, pp. 322-329.
13. 1 2  Keith, 2005, pp. 21-22.
14. 1 2 3  Keith, 2005, pp. 29-32.
15. ↑  Keith, 2005, pp. 34-35.
16. ↑  Keith, 2005, pp. 37-38.
17. ↑  Nick Hilton (4 de julio de 2001). «Adopted son became a Reds legend» (en inglés). Daily Post. Archivado desde el original el 12 de febrero de 2012. Consultado el 11 de junio de 2015.
18. ↑  Keith, 2001, p. 35.
19. 1 2  Keith, 2005, p. 46.
20. ↑  Keith, 2005, p. 48.
21. ↑  «Albert Stubbins» (en inglés). The Telegraph. 7 de enero de 2003. Consultado el 12 de junio de 2015.
22. ↑  Keith, 2005, pp. 61-62.
23. ↑  Keith, 2005, p. 64.